# Frontella
Frontella é um gênero de aranhas da família Linyphiidae endêmico da Ásia e descrito em 1908.